# Yallankoro-Soloba
Yallankoro-Soloba est une commune rurale du Mali, de l'arrondissement de Guéléninkoro, dans le cercle de Yanfolila et la région de Bougouni, elle a pour chef-lieu la localité de Soloba.

## Géographie
La commune est frontalière de la Guinée à l'ouest.

## Villages
La commune s'étend sur 8 localités relevées lors du recensement général de 2009. 
Les villages les plus peuplés sont :
- Soloba (2 613 habitants)
- Bougoudalé (2 301 habitants)
- Fougatié (1 947 habitants)